# 사이토자키역
사이토자키역(일본어: 西戸崎駅 さいとざきえき[*])은 일본 후쿠오카현 후쿠오카시 히가시구에 위치한 규슈 여객철도 가시 선의 철도역이다. 상대식 승강장 2면 2선의 구조를 갖춘 지상역이다.

## 타는 곳
| 1 · 2 | ■ 가시 선 |  | 가시 · 조자바루 · 우미 방면 |

## 역 주변
- 우미노나카미치 해변 공원
- 시카노 섬

## 역사
- 1904년 1월 1일 : 하카타완 철도가 개설.
- 1942년 9월 22일 : 하카타완 철도 기선이 5개사로 합병해서 서일본 철도를 설립해, 이 회사의 가스야 선으로 된다.
- 1944년 5월 1일 : 서일본 철도의 사이토자키 역 - 우미역 간이 전시 매수에 의해 국유화되어, 운수통신성이 승계.
- 1984년 2월 1일 : 화물 취급 폐지.
- 1987년 4월 1일 : 일본국유철도 분할 민영화에 의해, 규슈 여객철도가 승계. 산요 신칸센 이외의 규슈 지구의 여객 철도업무를 승계.
- 2009년 3월 1일 : IC카드 SUGOCA의 사용을 개시.
- 2015년 3월 14일 : 무인화. 그것에 수반해 ANSWER 시스템을 도입.

## 인접 역
| 가시 선   | 가시 선   | 가시 선                  |
| --------- | --------- | ------------------------ |
| 시·종착역 | ■ 가시 선 | 우미노나카미치 우미 방면 |